# Fethi Baccouche
Fethi Baccouche, né le 16 novembre 1960 à Tunis, est un coureur de fond tunisien spécialisé dans le 3 000 mètres steeple, le 5 000 m et le 10 000 mètres.

## Biographie
Il représente le club de l'Association sportive militaire de Tunis. L'un de ses premiers succès internationaux est une médaille d'or remportée lors des Gymnasiades de 1976.
Durant l'universiade d'été de 1983, il remporte une médaille d'argent au 5 000 mètres et une médaille de bronze au 10 000 mètres.
Il termine douzième du 3 000 mètres steeple lors des Jeux olympiques de 1984 et concourt également sur le 5 000 mètres. Il participe aussi aux championnats du monde d'athlétisme 1983 et 1987, ainsi qu'aux 3 000 mètres steeple des Jeux olympiques de 1988, sans toutefois atteindre la finale,. Son meilleur résultat lors des championnats du monde de cross-country est une 38e place obtenue en 1985.
À l'occasion des Jeux méditerranéens de 1987, il remporte une médaille de bronze en steeple et une médaille d'or au 10 000 mètres ; il remporte des médailles d'or dans ces mêmes disciplines aux Jeux panarabes de 1985. Lors des championnats d'Afrique d'athlétisme 1985, il décroche par ailleurs une médaille de bronze en steeple.
Ses records personnels ont été de 7 min 46 s 17 en 3 000 mètres, réalisé en juillet 1986 à Paris, de 8 min 15 s 07 en 3 000 mètres steeple, réalisé en juillet 1987 à Helsinki, de 13 min 13 s 94 minutes en 5 000 mètres, réalisé en juillet 1987 au stade du Bislett à Oslo, de 3 min 37 s 98 minutes en 1 500 mètres, réalisé en juillet 1987 à Nice, et de 3 min 57 s 90 en mile, réalisé en juin 1987 à Vérone.
Baccouche mesure 1,71 m et pesait environ 59 kilos au cours de sa carrière active.